# Rudiaeschnidae
Rudiaeschnidae – wymarła rodzina ważek z infrarzędu różnoskrzydłych i nadrodziny Cymatophlebioidea. Obejmuje dwa znane rodzaje. Żyły w kredzie wczesnej na terenie współczesnych Chin.

## Morfologia
Ważki te miały duże, pośrodkowo stykające się oczy złożone. Użyłkowanie skrzydła odznaczało się gałęziami żyłki radialnej tylnej pierwszą i drugą w odcinkach nasadowych równoległymi, a dalej rozbieżnymi. Druga gałąź żyłki radialnej tylnej była w części odsiebnej wyraźnie rozbieżna względem żyłki interradialnej drugiej. Spłaszczony sektor radialny był dobrze wyodrębniony, zakrzywiony i oddzielony co najmniej trzema szeregami komórek od żyłki interradialnej drugiej. Pomiędzy żyłką interradialną drugą a gałęzią 3/4 żyłki radialnej tylnej nasadowo od sektora radialnego wychodziło od jednej do trzech ukośnych, pofalowanych i porozgałęzianych żyłek wtórnych. Obecny był przynajmniej słabo wykształcony spłaszczony sektor medialny. Gałąź 3/4 żyłki radialnej tylnej oraz żyłka medialna przednia były również pofalowane. Pętla analna była powiększona. Żyłka pseudoanalna w tylnym skrzydle była słabiej wykształcona i silniej zygzakująca niż w przednim. Odwłok u samców miał płaty genitalne na trzecim tergicie i zwieńczony był liściowatymi przysadkami odwłokowymi.

## Taksonomia
Takson ten został wprowadzony w 2001 roku przez Güntera Bechly’ego i innych jako monotypowa rodzina, obejmująca tylko rodzaj Rudiaeschna opisany w 1996 roku przez Ren Donga i Guo Z. jako przedstawiciel Gomphaeschninae. Bechly i współpracownicy umieścili Rudiaeschnidae wraz z Cymatophlebiidae w nadrodzinie Cymatophlebioidea. W 2004 roku drugi rodzaj z tej rodziny, Fuxiaeschna, opisany został przez Lin Qibina i współpracowników. W 2011 roku opisano nową, lepiej zachowaną od poprzednich skamieniałość z rodzaju Rudiaeschna, co pozwoliło na uzupełnienie diagnoz i potwierdziło siostrzaną relację między Rudiaeschnidae a Cymatophlebiidae.